# Jinchuan, Anhui
Jinchuan (kinesiska: 金川) är en socken i östra Kina. Den ligger i She härad i staden Huangshan i provinsen Anhui, omkring 260 kilometer sydost om provinshuvudstaden Hefei. Antalet invånare är 8 820. Befolkningen består av 4 203 kvinnor och 4 617 män. Barn under 15 år utgör 15,0 %, vuxna 15-64 år 74 %, och äldre över 65 år 10,0 %.